# 파열음

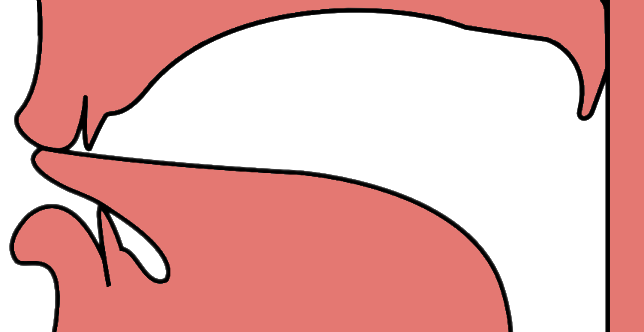

파열음(破裂音, plosive) 또는 터짐소리(문화어: 터침소리)는 닿소리를 발음할 때 허파로부터 성대를 통해 나오던 공기가 완전한 폐쇄를 당했다 터져 나오면서 나는 소리이다. 폐쇄를 강조하여 폐쇄음(閉鎖音, stop)이라고도 한다.
폐쇄 개시 → 폐쇄 지속 → 파열
자음의 /ㄱ ㄲ ㅋ/, /ㄷ ㄸ ㅌ/, /ㅂ ㅃ ㅍ/ 가 파열음으로 분류된다.
비음인 /ㄴ ㅁ/ 은 공기가 폐쇄-지속-파열의 단계를 거쳐 발음된다는 점에서는 파열음과 동일하지만 공기가 코의 안으로 흐른다는 차이가 있다.

## 파열음 분류

### 비음
비음을 파열음으로 분류하는 언어 학자도 있다. 이 경우에는 파열음을 파열구음(破裂口音), 비음을 파열비음(破裂鼻音)이라고 한다.

### 성대
파열음에는 공기가 성대를 통과할 때 성대가 떨리면서 나는 유성음(有聲音)과 떨림이 없는 무성음(無聲音)의 구별이 있다.

### 기
공기를 입축한 후 강하게 방출하면서 나는 공기를 기음(氣音)이라고 한다. 파열음에는 기음을 수반한 유기음(有氣音)과 수반하지 않는 무기음(無氣音)의 구별이 있다. 한국어의 격음과 평음에 대응한다. 유기음은 국제 음성 기호에서 [pʰ] / [bʱ]처럼 쓴다.

### 길이
길게 조음한 닿소리를 장자음이라고 한다. 파열음에서는 폐쇄를 길게 지속한다. 국제 음성 기호에서는 장음 기호 [pː] 또는 자음을 두 개 겹쳐 표시한다. 불파음을 표시하는 기호를 써서 [p̚]처럼 나타낼 때도 있다. 예:[pː] / [pp] / [p̚p]

### 기류 기구
허파로부터 나오던 공기를 쓰지 않는 방출음, 입파음, 흡착음도 파열음에 분류한 바가 있다.

### 긴장
음성 기관의 긴장도가 높은 음을 긴장음(緊張音, tense sound), 낮은 음을 이완음(弛緩音, lax sound)이라고 한다. 자음의 긴장음을 경음이라고 한다. 한국어의 파열음에는 긴장음과 이완음의 구별이 있다. 한국어는 긴장음을 가진 대표적인 언어다.

## 국제음성기호
|          | 안울림소리             | 울림소리               |
| -------- | ---------------------- | ---------------------- |
| 양순음   | [p] 무성 양순 파열음   | [b] 유성 양순 파열음   |
| 치경음   | [t] 무성 치경 파열음   | [d] 유성 치경 파열음   |
| 권설음   | [ʈ] 무성 권설 파열음   | [ɖ] 유성 권설 파열음   |
| 경구개음 | [c] 무성 경구개 파열음 | [ɟ] 유성 경구개 파열음 |
| 연구개음 | [k] 무성 연구개 파열음 | [ɡ] 유성 연구개 파열음 |
| 구개수음 | [q] 무성 구개수 파열음 | [ɢ] 유성 구개수 파열음 |
| 후두개음 | [ʡ] 후두개 파열음      |                        |
| 성문음   | [ʔ] 성문 파열음        |                        |

## 한국어 파열음
|          | 예사소리 | 거센소리 | 된소리   |
| -------- | -------- | -------- | -------- |
| 양순음   | ㅂ(/p/)  | ㅍ(/pʰ/) | ㅃ(/p˭/) |
| 치경음   | ㄷ(/t/)  | ㅌ(/tʰ/) | ㄸ(/t˭/) |
| 연구개음 | ㄱ(/k/)  | ㅋ(/kʰ/) | ㄲ(/k˭/) |

## 같이 보기
- 지속음